# 對某飛行員的追憶
《對某飛行員的追憶》（とある飛空士への追憶），為日本作家犬村小六在2008年2月19日由Gagaga文庫所發行的輕小說，日文新裝版本並於2011年8月14日上市；劇場版於2011年10月1日在日本上映。其續作為《獻給某飛行員的戀歌》。

## 大綱
故事以一名出身最底層的少年傭兵飛行員與一位身為未來皇妃的少女而展開——從小被當作政治籌碼來培養而封閉了心靈的少女璜娜在小時候不經意地認識一位名叫查爾斯的少年，少年因為與少女那次邂逅而使得自己沒有走上歪路。時光飛逝，少女成為了未來皇妃，而少年實現了自己的夢想成為了飛行員。
然而在某一天，上司下達了任務讓查爾斯去完成，而這個任務就是用水上偵察機搭載璜娜從敵人中突破飛過中央海……一萬兩千公里的旅程、一段無法實現的戀情、一個感人的故事就此開幕……

## 登場人物
狩乃 查爾斯（聲：神木隆之介／吉永拓斗（少年時代））
戴爾・摩萊爾飛艇騎士團一級飛行員。21歲。騎士團的王牌，是聖馬爾提利亞公認操縱技巧最厲害的飛行員，喜歡在與身份地位無關的天空中飛翔。擅長雲中飛行。
母親是天人，父親是雷瓦姆人，為混血兒（卑斯塔），在里歐・迪・艾司特的貧民窟—阿瑪多拉區出身，屬於流民階級。父親在煤礦工作，後患肺病死亡，其後跟隨母親在戴爾・摩萊爾家中工作，擔任園丁。其母一直很關心璜娜（6歲），以天上帝國的歷史故事作為床上故事說給橫娜聽，直至被橫娜的父親—狄亞戈公爵得知，將其解雇，不久後在酒場工作時被醉漢刺死，當時9歲的查爾斯成為孤兒，過著流浪的生活。
在10歲時因飢餓和寒冷，在快死於路邊的時候，被聖阿爾斯坦正教的神父所救。從此在海石竹機場附近的教會中生活，在為教會工作時，慢慢與機場的飛行員熟絡，慢慢學懂駕駛飛機，成為飛行員。在年幼時的一個夏天，在戴爾・摩萊爾家時曾與璜娜相遇，被其鼓勵的回憶，在痛苦的時候就會想起那回憶。
璜娜・戴爾・摩萊爾（聲：竹富聖花／諸星堇（少女時代））
聖馬爾提利亞的統治者—狄亞戈・戴爾・摩萊爾公爵的女兒（另有兩名兒子，為璜娜兄長），18歲。擁有被人評為「光耀五里」的美貌。在1年前與雷瓦姆皇國的皇子—卡洛・雷瓦姆訂下婚約，為下任雷瓦姆皇妃。
在還尚年幼的時候，就需要自己一人入眠，當時一名天人女傭每晚也會瞞著狄亞戈公爵陪著璜娜，為她說著帝政天上的歷史故事（劇場版為唱歌），直至被公爵得知把女傭解僱。從那時起，感情慢慢開始剝落，把自己的心靈封在玻璃，把外界當成遙遠的存在，直至黑尾鷗作戰中段，與查爾斯的接觸令她慢慢取回感情。
卡洛・雷瓦姆（聲：小野大輔）
把雷瓦姆人的民族特性—熱情的行動完全體現的雷瓦姆皇國皇子。1年前在西葉拉卡地司群島的宮延晚宴對璜娜一見鍾情，自訂下婚約後，一直以軍事無線電寄出情書。在戴爾・摩萊爾宅邸被真電襲擊後，為拯救璜娜而組成一支新的艦隊，命名為『第八特務艦隊』，派遣至逐漸淪陷的聖馬爾提利亞。其愚行被戴爾・摩萊爾飛艇騎士團的團員以及雷瓦姆正規軍批評及嘲笑。
黑尾鷗作戰之前，曾對璜娜發出內容為「要擠在狹小的偵察機裡整整5天實在令人同情」的電報，其密碼被被天上的情報部破解，本應嚴格保密的黑尾鷗作戰的詳情就這樣被洩露。
在新裝版中，在成為皇王後，進行理想主義、無視現實的政治，重臣為免國家就此摧毀，將其實權剝奪。後世的歷史教科書將其評為「並不是惡人，抱有崇高的理想，可惜太無能」。
千千石 武夫（聲：富澤岳史）
帝政天上飛艇兵團的飛行中尉，真電編隊的隊長（在《獻給某飛行員的夜曲》中因攔截璜娜失敗被解除編隊隊長的職務）。
脖子上圍著天藍色圍巾，在駕駛的真電機首附近畫了米格魯獵犬圖案。在黑尾鷗作戰的2星期前將查爾斯駕駛的艾列斯Ⅱ擊落。
在黑尾鷗作戰終盤，與桑塔庫魯斯進行一對一決鬥，和查爾斯同時使出了二戰零式王牌飛行員坂井三郎的左轉失速半斤斗旋回,在對射中被璜娜的射擊擊中導致左翼受損，無法繼續戰鬥，與查爾斯彼此打招呼後歸艦。
在漫畫版中，追加劍道有段者的描寫
《獻給某飛行員的夜曲》的主角，名字在《夜曲》中得知。其經歷、黑尾鷗作戰後的動向可參照《夜曲》。
狄亞戈・戴爾・摩萊爾公爵（聲：寺杣昌紀）
戴爾・摩萊爾家的當主。育有兩子一女，璜娜的父親。為令璜娜能『嫁進歷史悠久的豪門』，讓其血統締結成為戴爾・摩萊爾家的基石，而對璜娜進行嚴格教育，也花費巨大金額打扮愛女。
在帝政天上的真電襲擊戴爾・摩萊爾家時死亡。
多明哥・加西亞上校（聲：仲野裕）
雷瓦姆空軍東征大隊長官。階級上校。
命令查爾斯參與黑尾鷗作戰的人。看不起社會階級比自己低下的人，同時也鄙視天人，對於身為階級頂點的璜娜，必須依靠階段最底層的查爾斯一事嘆息
安東尼奥中校（聲：星野充昭）
馬科斯・葛雷洛（聲：長克巳）
喬金（聲：浪川大輔）
戴爾・摩萊爾飛艇騎士團所屬飛行員。查爾斯的好友。雷瓦姆人，對查爾斯是卑斯塔一事不在意。在黑尾鷗作戰中與其他飛行員（包括騎士團與正規軍）負責引誘敵軍所有飛機離開里歐・迪・艾司特的上空。故事中沒說明他在作戰後的消息。
狩乃 知世（聲：新妻聖子）
波佐見 真一
帝政天上海军飞行员。编队长。中尉。
一本正经且顽固。
同时隶属音无航空队与云鹤航空队。

## 登場兵器
桑塔庫魯斯
雷瓦姆空軍最新型的雙座式水上偵察機。
最高時速是六百二十公里，巡航狀態的續航距離有三千一百公里，武裝是一挺裝設在後座的7.62 x 51公釐機關槍。最大特徵是內藏式的新型浮筒。
艾列斯Ⅱ
與真電同時期開發的單座戰鬥機。
真電
比艾列斯Ⅱ強的單座戰鬥機,以一具推進式(引擎和螺旋槳安裝在飛機的後部)三葉同軸反轉螺旋槳驅動,推測以二戰末大日本帝國海軍研發的J7W1震電為原型,主翼採用了倒鷗翼。爬升、俯衝、中低空低速盤旋、垂直面格鬥、水平面格鬥、高空性能均十分優異的戰鬥機。
愛爾巴斯特
燦雲型高速驅逐艦
重巡
空母
空雷
天上海軍的飛空艦艇所使用的精空武器，和對空導彈相似。

## 地名
神聖雷瓦姆皇國
位於西方大陸，由雷瓦姆人支配，建國700年的大國。文中記載是經歷「工業革命」的「近代國家」。國家體制是依然存在君權神授說的絕對君主制。位於頂點的是皇都愛思美拉達的雷瓦姆皇家，其下皇民2億1000萬人皆被社會階級支配。
在60年前與帝政天上的戰爭中大獲全勝，而現在則因太小看帝政天上，導致戰爭陷入苦戰。
貨幣單位是比塞塔。
帝政天上
位於東方大陸，由天人支配，建國3000年的大國。各方面都很像日本。
聖馬爾提利亞
神聖雷瓦姆皇國在東方大陸的唯一領土，在60年前的戰爭中所獲得。
中央海
西方大陸與東方大陸之間相隔公里的海。被大瀑布分別東西兩邊，高的那邊稱為西海、低的那邊稱為東海。
大瀑布
分隔中央海，高度差有一千三百公尺的瀑布。

## 用語
中央海戰爭
第八特務艦隊
卡洛・雷瓦姆皇子為了將璜娜帶回本國而从皇家抱有的七个舰队中征用了一艘飞空战舰、三艘重巡空舰和七艘驱逐舰编成新的艦隊，原本預計以來回各十天的速度將璜娜與其他貴族接回國內，但對此項任務不但毫無保密意識，甚至大張旗鼓的宣揚出航儀式，再加上天上軍早佈下層層警戒,導致整支艦隊全滅，檯面上是唯一倖存的戰艦護送璜娜回到皇都的，實際上是艦隊任務失敗後改裝其他同型戰艦、在黑尾鷗作戰告一段落後才將璜娜帶回皇都。
黑尾鷗作戰
讓璜娜搭乘双座式水上侦察机的后座，单机飛行一萬二千公里，突破敌人的層層警戒網穿过中央海，在有己方飞机场的塞翁岛海上着水，用电报向本国联络。本国再派遣出偽裝成第八特務艦隊的军舰接送璜娜回皇都。
卑斯塔
天人和雷瓦姆人的混血兒，受兩邊排擠。
戴爾・摩萊爾飛艇騎士團
掌管圣·马鲁缇利亚的迪艾格公爵获得皇家的许可，投入私费设立的军队。成員都是些不问国籍的佣兵飞行员，和平時期的任務是歼灭伴随着大陆间贸易出现的空贼，护卫输送用飞空舰艇。戰爭爆發後，他们作为雷瓦姆空军的下游组织被编进去，在大部分的情况下担任空军部队的诱饵。开战半年即消耗了五成的人员。
聖阿爾斯坦
氫電池
氫電池有著不只是蓄電還會發電的特徵。氫電池能從海水中分離出氫和氧，進行電氣分解的逆反應操作，產生電力(從海水中產生電)。雖然製造電池的原材料費用高昂，但是只要製造出來了的話，不管進行多麼大規模的發電，燃料費都是免費的。
超增壓
使用超增壓會消耗莫大的電力，但能短時間把機速提升到驚人的高速。

## 出版一覽

### 輕小說
| 日文版標題              | 中文版標題       | 小學館                      | 小學館                 | 尖端出版      | 尖端出版               | 99读书人、上海文艺出版社 | 99读书人、上海文艺出版社 |
| 日文版標題              | 中文版標題       | 初版發售日期                | ISBN                   | 初版發售日期  | ISBN                   | 初版发售日期             | ISBN                     |
| ----------------------- | ---------------- | --------------------------- | ---------------------- | ------------- | ---------------------- | ------------------------ | ------------------------ |
|                         | 對某飛行員的追憶 | 2008年2月19日（Gagaga文庫） | ISBN 978-4-09-451052-2 | 2010年1月13日 | ISBN 978-957-10-4220-6 | 2014年2月                | ISBN 978-7-5321-5044-1   |
| 2011年8月14日（新装版） | 對某飛行員的追憶 | ISBN 978-4-09-386309-4      |                        | 2010年1月13日 | ISBN 978-957-10-4220-6 | 2014年2月                | ISBN 978-7-5321-5044-1   |

### 漫畫
| 日文版標題 | 中文版標題         | 小學館         | 小學館                 | 尖端出版       | 尖端出版          |
| 日文版標題 | 中文版標題         | 發售日期       | ISBN                   | 發售日期       | EAN               |
| ---------- | ------------------ | -------------- | ---------------------- | -------------- | ----------------- |
|            | 對某飛行員的追憶 1 | 2010年1月12日  | ISBN 978-4-09-122089-9 | 2010年11月18日 | EAN 4717702236465 |
|            | 對某飛行員的追憶 2 | 2010年6月11日  | ISBN 978-4-09-122360-9 | 2011年1月20日  | EAN 4717702238025 |
|            | 對某飛行員的追憶 3 | 2010年12月10日 | ISBN 978-4-09-122618-1 | 2011年7月15日  | EAN 4717702241285 |
|            | 對某飛行員的追憶 4 | 2011年9月12日  | ISBN 978-4-09-123138-3 | 2012年3月22日  | EAN 4717702245283 |

## 關於新裝版
新裝版不僅是要改變單純的確定型，進行大幅度的修改。GAGAGA平裝版，另一個是略有不同的是設定的順序和故事，最後終章也有加入一些新的描寫。此外續集“獻給某飛行員的戀歌”，“獻給某飛行員的夜想曲”也有進行改編。所有插圖被省略，其僅在末端神聖神聖雷瓦姆皇國和帝政天上地圖的繪製。

## 劇場版動畫
主題歌「時の翼」
作词：池田绫子，作曲、编曲：井内啓二，演唱：新妻聖子
插入歌「時の翼(子守歌ver.)」
作词：池田绫子，作曲：井内啓二

## 外部連結
- GAGAGA WIRE ガガガ文庫 官方網站（日語）
- 劇場版『對某飛行員的追憶』官方網站（日語）
- 劇場版『對某飛行員的追憶』的X（前Twitter）